# Docidocercus gausodontus
Docidocercus gausodontus är en insektsart som beskrevs av Montealegre-z. och G.K. Morris 1999. Docidocercus gausodontus ingår i släktet Docidocercus och familjen vårtbitare. Inga underarter finns listade i Catalogue of Life.